# Новониколаевка (Миллеровский район)
Новоникола́евка — хутор в Миллеровском районе Ростовской области. Входит в состав Ольхово-Рогского сельского поселения.

### География
На хуторе имеются две улицы: Ивановская и Лесная.

## История
В хуторе Новониколаевка, согласно списку 1866 года, было 24 двора. В переписи 1873 года числился посёлок Николаевский, расположенный в 8 верстах от Ольховорогской почтовой станции. В посёлке было 28 дворов, в которых проживало 93 мужчины и 92 женщины. Была посчитана живность и орудия труда: плугов — 17, лошадей — 28, пар волов — 68, прочего рогатого скота — 132, овец — 290.

## Население
| 2010 |
| ---- |
| 46   |

## Достопримечательности
Территория Ростовской области была заселена ещё в эпоху неолита. Люди, живущие на древних стоянках и поселениях у рек, занимались в основном собирательством и рыболовством. Степь для скотоводов всех времён была бескрайним пастбищем для домашнего рогатого скота. От тех времен осталось множество курганов с захоронениями жителей этих мест. Курганы и курганные группы находятся на государственной охране.
Поблизости от территории хутора Новониколаевка Миллеровского района расположено несколько достопримечательностей — памятников археологии. Они охраняются в соответствии с Федеральным законом от 25.06.2002 N 73-ФЗ «Об объектах культурного наследия (памятниках истории и культуры) народов Российской Федерации», Областным законом от 22.10.2004 N 178-ЗС «Об объектах культурного наследия (памятниках истории и культуры) в Ростовской области», Постановлением Главы администрации РО от 21.02.97 N 51 о принятии на государственную охрану памятников истории и культуры Ростовской области и мерах по их охране и др.
- Курган «Ивановка I». Находится на расстоянии около одного километра к западу от хутора Новониколаевка.
- Курган «Ивановка II». Находится на расстоянии около 2,5 км к западу-юго-западу от хутора Новониколаевка.
- Курган «Ивановка III». Находится на расстоянии около 4,3 км к западу от хутора Новониколаевка.
- Курган «Ивановка IY». Находится на расстоянии около 2,2 км к юго-западу от хутора Новониколаевка.
- Курган «Ивановка Y». Находится на расстоянии около 1,8 км к юго-юго-западу от Новониколаевка[4].